# Liste des comtes puis ducs de Nevers
 (juillet 2024).

## Porteur du titre

### Xesiècle
- 919-926 : Seguin Ier, fidèle[1] du duc Guilhelmide d'Aquitaine Guillaume II le Jeune.
- 927-943 : Geoffroy de Nevers, marié à Ava (Aba), une proche parent[2] de Guillaume le Pieux et de son épouse la Bosonide Engelberge. Après la disparition des derniers ducs Guilhelmides d'Aquitaine, il devient le fidèle du roi Raoul.

Le comté de Nevers, détaché du duché d'Aquitaine par le roi, joue un rôle de marche, de glacis protecteur entre Bourgogne et Aquitaine. Ses comtes sont encore amovibles et conservent une légitimité aquitaine, Guilhelmide et Bosonide.
- 943-947 : Rodolphe (une hypothèse[3] le rattache au Bosonide Louis III). Marié à Lietgarde[4] (anthroponyme Garidine-Guilhelmide).
- 947- 966 : Seguin II (parent probable du premier comte aquitain Seguin). Marié à Berthe. Ils[5] ont un fils Thibaud qui a pu succéder à son père. Berthe et Thibaud sont des anthroponymes qui renvoient aux Bosonides.
- 972-989 : Gerberge, épouse du duc de Bourgogne Henri, possède la légitimité pour recouvrer cet honneur[6] et le transmettre[7] à son fils Otte-Guillaume.

Après 990, le puissant comte Otte-Guillaume, doit laisser ce comté militaire de la Loire et de Nevers à son gendre, Landry de Nevers, qui récupère cet honneur en étant marié vers 995 à Mathilde fille d'Otte-Guillaume. Le comté devient alors héréditaire (Maison de Nevers).

### Maison de Nevers
990 – 1028 : Landry de Nevers (ca. 975 – 1028), fils de Bodon de Monceaux, tige de la maison de Nevers
- marié vers 995 à Mathilde fille d'Otte-Guillaume, comte de Bourgogne et de Mâcon

1028 – 1040 : Renaud Ier (ca. 1000 – ca. 1040), comte de Nevers et d'Auxerre (1031 – 1040), fils des précédents
- marié à Alix ou Hadwige de France, comtesse d'Auxerre, fille du roi Robert le Pieux

1040 – 1083 : Guillaume Ier (1029 – 1083), comte d'Auxerre, de Tonnerre et de Nevers, fils des précédents
- marié à Ermengarde de Tonnerre

1079 – 1089 : Renaud II (ca. 1055 – 1089), comte d'Auxerre, de Tonnerre et de Nevers, fils des précédents
- marié en premières noces à Ide-Raymonde comtesse de Forez, fille d'Artaud III : parents d'Ermengarde, qui épouse de Miles de Courtenay : Pierre II de Courtenay ci-dessous est leur arrière-petit-fils marié en deuxièmes noces à Agnès de Beaugency

1097 – 1147 : Guillaume II (ca. 1083 – 1147), comte d'Auxerre, de Tonnerre et de Nevers, fils du précédent et d'Agnès de Beaugency
- marié à Adélaïde

Comtes de Nevers

1147 – 1161 : Guillaume III (ca. 1110 – 1161), comte d'Auxerre, de Tonnerre et de Nevers, fils des précédents
- marié à Ide de Sponheim

1161 – 1168 : Guillaume IV (mort en 1168), comte d'Auxerre, de Tonnerre et de Nevers, fils des précédents
- marié à Eléonore de Vermandois, arrière-petite-fille du roi Henri Ier

1168 – 1175 : Guy (mort en 1175), comte d'Auxerre, de Tonnerre et de Nevers, frère du précédent
- marié à Mahaut de Bourgogne, née en 1150 et morte en 1192 ou 1193[9], fille de Raymond seigneur de Montpensier, fils cadet du duc de Bourgogne Hugues II. Celle-ci a été mariée quatre fois (voir page d'homonymie "Mathilde de Bourgogne" : comtesse de Grignon, x 1165 Eudes II (mort en 1167), seigneur d'Issoudun, x v. 1168 Guy de Nevers (mort en 1175), comte de Nevers, x 1176 Pierre de Flandre (v. 1140-1176), x 1178 Robert II de Dreux (v. 1154-1218), comte de Dreux).

1175 – 1181 : Guillaume V (mort en 1181), comte d'Auxerre, de Tonnerre et de Nevers, fils du précédent
1181 – 1193 : Agnès Ire (morte en 1193), comtesse d'Auxerre, de Tonnerre et de Nevers, sœur du précédent
- mariée à Pierre II de Courtenay ci-après, petit-fils de Louis VI

### Maison capétienne de Courtenay
1193 – 1257 : Mathilde Ire (1188 – 1257), également appelée Mahaut de Courtenay, comtesse de Nevers, d'Auxerre et de Tonnerre, fille des précédents
- mariée en premières noces en 1199 à Hervé IV de Donzy ci-après
- mariée en secondes noces en 1226 à Guigues, comte de Forez

### Maisons de Donzy, de Châtillon et de Bourbon-Dampierre
Agnès II de Donzy (morte en 1225, avant sa mère), héritière et comtesse associée de Nevers, Auxerre et Tonnerre, fille de Mathilde et d'Hervé IV, mariée en 1223 à Guy de Châtillon, comte de Saint-Pol : d'où deux enfants, successivement héritiers et comte puis comtesse associés de Nevers, Auxerre et Tonnerre avec leur grand-mère , mais décédés avant celle-ci, Gaucher de Châtillon (mort en 1250), marié à Jeanne de Clermont ; et Yolande Ire de Châtillon (morte en 1254), mariée à Archambaud IX de Bourbon le Jeune (mort en 1249).
1257 – 1262 : Mathilde II (ca. 1234 – 1262), dame de Bourbon (Mathilde II ; Bourbon passe après elle à sa sœur cadette Agnès), comtesse de Nevers (Mathilde II), d'Auxerre et de Tonnerre, fille des précédents
- mariée à Eudes de Bourgogne ci-après, fils aîné du duc Hugues IV

### Maison capétienne de Bourgogne
1262 – 1280 : Yolande II de Bourgogne (1247 – 1280), fille aînée des précédents, comtesse de Nevers (Tonnerre et Auxerre vont respectivement à ses sœurs cadettes Marguerite et Alix en 1273)
- mariée en premières noces à Jean Ier de France
- mariée en secondes noces à Robert de Dampierre

De 1262 à 1273, les trois filles d'Eudes de Bourgogne et Mathilde II de Bourbon, Yolande II de Bourgogne, Alix et Marguerite Ire sont comtesses de Nevers, Auxerre et Tonnerre en indivis. Un partage intervient en 1273, attribuant le comté de Nevers à Yolande II , le comté d'Auxerre à Alix et le comté de Tonnerre à Marguerite Ire.

### Maison de France
1265 – 1270 : Jean Tristan de France dit Jean de Damiette (1250 – 1270), fils du roi Louis IX, comte de Nevers, de Valois
- marié à Yolande II de Bourgogne

### Maison de Dampierre-Flandre
1272 – 1280 : Robert de Dampierre (1247 – 1322) ou Robert de Béthune, seigneur de Béthune, comte de Flandre (Robert III) (1305 – 1322) et comte de Nevers  
- marié à Yolande II de Bourgogne

1280 – 1322 : Louis Ier de Dampierre, comte de Nevers (mort en 1322), fils de Yolande et Robert III
- marié en 1290 à Jeanne de Rethel, comtesse de Rethel

1322 – 1346 : Louis II de Nevers (mort en 1346), comte de Flandre, de Nevers et de Rethel, fils des précédents
- marié en 1317 à Marguerite de France (1310 – 1382), comtesse d'Artois et de Bourgogne

1346 – 1384 : Louis III de Male (1330 – 1384), Louis II comte de Flandre, d'Artois, de Nevers, de Rethel et de Bourgogne, fils du précédent
- marié en 1347 à Marguerite de Brabant (1323 – 1368), duchesse de Brabant et de Limbourg

1384 – 1384 : Marguerite II de Flandre (1350 – 1405), comtesse de Flandre, de Bourgogne, d'Artois, de Nevers et de Rethel, fille des précédents
- mariée en premières noces en 1357 à Philippe Ier de Rouvres (1346 – 1361) duc de Bourgogne
- mariée en secondes noces en 1369 à Philippe II le Hardi (Philippe Ier de Nevers) (1342 – 1404) duc de Bourgogne ci-après

### Branche des Valois-Bourgogne
1384 – 1404 : Jean II sans Peur (1371 – 1419), comte de Nevers et de Rethel, fils de la précédente
- marié en 1385 à Marguerite de Bavière (1363-1424) (morte en 1411)

1404 – 1415 : Philippe II (1389 – 1415), comte de Nevers et de Rethel, frère du précédent
- marié en premières noces en 1409 à Isabelle de Coucy (morte en 1411)
- marié en secondes noces en 1413 à Bonne d'Artois (1396 – 1425), héritière d'Eu

1415 – 1464 : Charles Ier (1414 – 1464), comte de Nevers et de Rethel, fils aîné de Philippe de Bourgogne et de Bonne d'Artois 
- marié en 1456 à Marie d'Albret (morte en 1486)

1464 – 1491 : Jean III (1415 – 1491), comte de Nevers, d'Eu, de Rethel et d'Étampes, duc titulaire de Brabant, fils de Philippe de Bourgogne et de Bonne d'Artois, frère du précédent
- marié en premières noces en 1436 à Jacqueline d'Ailly (morte en 1470), petite-fille du vidame Baudouin, d'où : 
  - Élisabeth (1440 – 1483), mariée à Jean Ier de Clèves, duc de Clèves (1419 – 1481)
dont Engilbert de Clèves ci-après (son frère aîné Jean II hérite du duché de Clèves ; son frère cadet est Philippe (1446 – 1454), évêque de Nevers )
- marié en secondes noces en 1471 à Paule de Brosse (1450 – 1479), fille de Jean II, d'où Charlotte (1472 – 1500), qui hérite de Rethel et épouse Jean d'Albret d'Orval < parents de Marie d'Albret d'Orval, comtesse de Rethel ci-dessous
- marié en troisièmes noces en 1480 à Françoise d'Albret d'Orval (1454 – 1521 ; sœur de Jean ci-dessus), sans postérité.

### Seconde maison de Clèves ou maison de La Marck

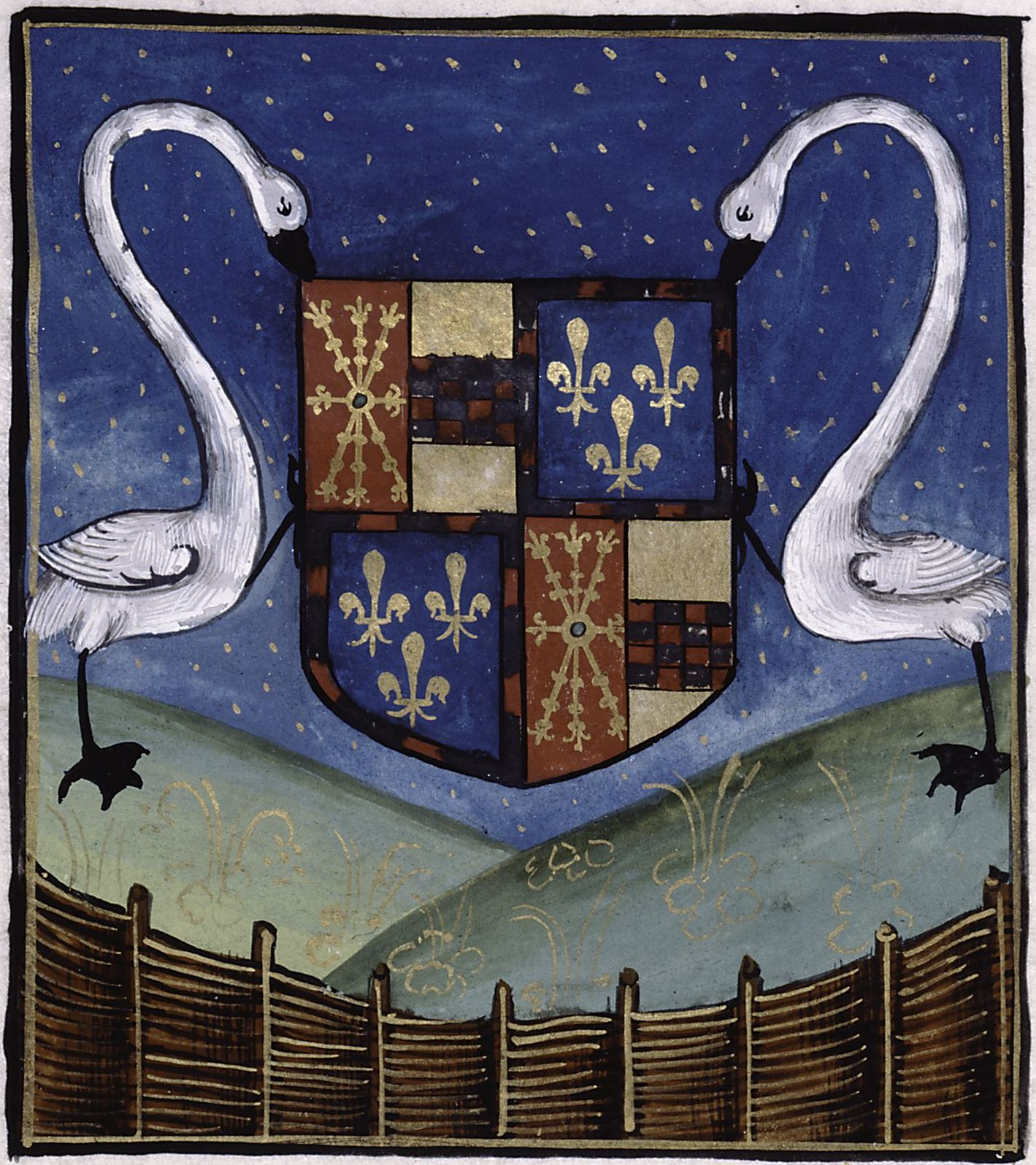
Blason d'Engelbert de Clèves, comte de Nevers

1491 – 1506 : Engilbert de Clèves (1462 – 1506), comte de Nevers et d'Eu, fils de Jean Ier, duc de Clèves et d'Élisabeth de Bourgogne
- marié à Charlotte de Bourbon-Vendôme (1474 – 1520), fille de Jean VIII et tante de Marguerite ci-dessous

1506 – 1521 : Charles II de Clèves (mort en 1521), comte de Nevers, fils du précédent
- mariée en 1504 à Marie d'Albret (1491 – 1549), comtesse de Rethel et dame de Jaucourt, fille de Jean d'Albret et de Charlotte de Bourgogne ci-dessus

1521 – 1561 : François Ier de Clèves (1516 – 1561), comte, puis premier duc de Nevers (1539), comte de Rethel, d'Eu et de Beaufort, fils des précédents
- marié en 1538 à Marguerite de Bourbon-Vendôme (1516 – 1589), fille de Charles (IV) de Bourbon duc de Vendôme et nièce de Charlotte ci-dessus

1561 – 1562 : François II de Clèves (1540 – 1562), duc de Nevers, comte de Rethel, fils des précédents
- marié en 1561 à Anne de Bourbon-Montpensier (1540 – 1572), fille de Louis III de Montpensier

1561 – 1564 : Jacques de Clèves (1544 – 1564), duc de Nevers, comte de Rethel et de Beaufort, marquis d'Isles, baron de Jaucourt, frère du précédent
- marié en 1558 à Diane de La Marck, fille de Robert IV de La Marck.

1564 – 1565 : Henriette de Clèves (1542 – 1601), duchesse de Nevers, comtesse puis duchesse, en 1581, de Rethel, sœur du précédent
- mariée en 1565 à Louis de Gonzague, prince de Mantoue ci-après

### Maison de Gonzague
1565 – 1595 : Louis IV (1535 – 1595), duc de Nevers et comte puis duc de Rethel (Louis IV, 1565 – 1595) du droit de son épouse, 
- marié en 1565 à Henriette de Clèves ci-dessus

1601 – 1637 : Charles III (1580 – 1637), duc de Nevers, de Rethel (Charles III, 1601 – 1637), 1er prince d'Arches (Charles Ier, 1608 – 1637), duc souverain de Mantoue (Charles Ier, 1627 – 1637) et duc de Montferrat (Charles Ier, 1627 – 1637), fils des précédents
- marié en 1599 à Catherine de Mayenne (1585 – 1618), sœur de Henri de Mayenne (1578 – 1621), duc de Mayenne
  - d'où Charles III de Mayenne (1609 – 1631), duc de Mayenne, fils des précédents, marié en 1627 à Marie de Mantoue (1609 – 1660)

1637 – 1659 : Charles IV (1629 – 1665), duc de Nevers, de Rethel (Charles IV, 1637 – 1659) et de Mayenne (Charles IV, 1631 – 1654), 2e prince d'Arches (Charles II, 1637 – 1665), duc de Mantoue et de Montferrat (Charles II, 1637 – 1665) fils des précédents
- marié en 1649 à Isabelle-Claire d'Autriche, archiduchesse du Tyrol

Après le duché de Mayenne en 1654, Charles IV vend les duchés de Nevers et de Rethel à Mazarin en 1659.

### Famille Mazarin
1659 – 1661 : Jules Mazarin (1602 – 1661), cardinal, Premier ministre de Louis XIV. Voir Famille Mazarin (it).

### Famille Mancini
1661 – 1707 : Philippe-Julien Mancini (1641 – 1707), neveu du précédent, fils de Michel Mancini et de Geronima Mazzarini
- marié en 1670 à Diane Gabrielle Damas de Thianges, nièce de Madame de Montespan

1707 – 1768 : François Mancini (1676 – 1768), fils des précédents
- marié en 1709 à Marianne Spinola

1768 – 1789 : Louis-Jules Mancini (1716 – 1798), fils des précédents
- marié en 1731 à Hélène Phélypeaux (1715 – 1781), fille du comte de Pontchartrain